# الكويت في الألعاب الأولمبية الصيفية 2008
تنافست الكويت في دورة الألعاب الأولمبية الصيفية 2008 في بكين في الصين.

## ألعاب القوى
- ملاحظة- تُمنح الرتب المعطاة لسباقات المضمار ضمن منافسات المضمار للرياضي فقط
- Q = تأهل للجولة التالية
- q =التأهل إلى الجولة التالية كأسرع خاسر "أو"، في الفعاليات الميدانية، حسب المركز دون تحقيق هدف التأهل
- NR = الرقم القياسي الوطني
- N/A = جولة لا تنطبق على المنافسة
- Bye = الرياضي غير مطالب بالمنافسة في الجولة

الرجال
أحداث المضمار والطريق
| الرياضي      | المنافسة             | التحمية | التحمية | نصف النهائي | نصف النهائي | النهائي  | النهائي  |
| الرياضي      | المنافسة             | النتيجة | المركز  | النتيجة     | المركز      | النتيجة  | المركز   |
| ------------ | -------------------- | ------- | ------- | ----------- | ----------- | -------- | -------- |
| محمد العازمي | 800 متر [الإنجليزية] | 1:46.94 | 1 تأهل  | 1:47.65     | 8           | لم يتقدم | لم يتقدم |

الأحداث الميدانية
| الرياضي     | المنافسة                 | التأهيل | التأهيل | النهائي  | النهائي  |
| الرياضي     | المنافسة                 | المسافة | الرتبة  | المسافة  | الرتبة   |
| ----------- | ------------------------ | ------- | ------- | -------- | -------- |
| علي الزنكوي | رمي المطرقة [الإنجليزية] | 73.62   | 20      | لم يتقدم | لم يتقدم |

## الجودو
| رياضي       | حدث           | دور الـ32                           | دور الـ16     | ربع النهائي   | نصف النهائي   | إعادة المباراة 1                      | إعادة المباراة 2 | إعادة المباراة 3 | النهائي / BM  | النهائي / BM |
| رياضي       | حدث           | المنافس نتيجة                       | المنافس نتيجة | المنافس نتيجة | المنافس نتيجة | المنافس نتيجة                         | المنافس نتيجة    | المنافس نتيجة    | المنافس نتيجة | رتبة         |
| ----------- | ------------- | ----------------------------------- | ------------- | ------------- | ------------- | ------------------------------------- | ---------------- | ---------------- | ------------- | ------------ |
| طلال العنزي | رجال -100 كجم | Zhitkeyev (كازاخستان) · خ 0000–1110 | لم يتقدم      | لم يتقدم      | لم يتقدم      | Mekić (البوسنة والهرسك) · خ 0001–1100 | لم يتقدم         | لم يتقدم         | لم يتقدم      | لم يتقدم     |

## الرماية
الرجال
| الرياضي         | المنافسة | التأهيل | التأهيل | النهائي  | النهائي  |
| الرياضي         | المنافسة | النقاط  | المركز  | النقاط   | المركز   |
| --------------- | -------- | ------- | ------- | -------- | -------- |
| زيد المطيري     | سكيت     | 118     | 10      | لم يتقدم | لم يتقدم |
| عبدالله الرشيدي | سكيت     | 118     | 9       | لم يتقدم | لم يتقدم |
| ناصر مقلد       | فخ       | 115     | 18      | لم يتقدم | لم يتقدم |

## السباحة
الرجال
| الرياضي    | المنافسة         | التحمية | التحمية | نصف النهائي | نصف النهائي | النهائي  | النهائي  |
| الرياضي    | المنافسة         | الوقت   | المركز  | الوقت       | المركز      | الوقت    | المركز   |
| ---------- | ---------------- | ------- | ------- | ----------- | ----------- | -------- | -------- |
| محمد مادوا | 50 متر سباحة حرة | 22.83   | =45     | لم يتقدم    | لم يتقدم    | لم يتقدم | لم يتقدم |

## كرة الطاولة
| الرياضي                    | المنافسة                 | الدور التمهيدي                   | الجولة 1      | الجولة الثانية | الجولة الثالثة | الجولة الرابعة | ربع النهائي   | الدور نصف النهائي | النهائي / BM  | النهائي / BM |
| الرياضي                    | المنافسة                 | المنافس نتيجة                    | المنافس نتيجة | المنافس نتيجة  | المنافس نتيجة  | المنافس نتيجة  | المنافس نتيجة | المنافس نتيجة     | المنافس نتيجة | رتبة         |
| -------------------------- | ------------------------ | -------------------------------- | ------------- | -------------- | -------------- | -------------- | ------------- | ----------------- | ------------- | ------------ |
| ابراهيم الحسن [الإنجليزية] | فردي الرجال [الإنجليزية] | Kim H-B (كوريا الشمالية) · خ 2-4 | لم يتقدم      | لم يتقدم       | لم يتقدم       | لم يتقدم       | لم يتقدم      | لم يتقدم          | لم يتقدم      | لم يتقدم     |